# Parque nacional de forêts
El Parque Nacional de Forêts es un parque nacional francés creado el 8 de noviembre de 2019 en la meseta de Langres, en los límites de Champaña y Borgoña. Protege los macizos forestales de Châtillon, Arc-en-Barrois y Auberive, representativos de la cubierta caducifolia de las mesetas del sudeste de la cuenca de París. El primer nombre planteado fue "Parque Nacional de los bosques de Champagne y Borgoña".